# Tocate (província)
Tocate (em turco: Tokat) é uma província do centro da Turquia, situada na região do Mar Negro, com capital na cidade homónima. Tem 10 042 km² de área e em dezembro de 2021 tinha 602 567 habitantes (densidade: 60 hab./km²).
| Províncias adjacentes à de Tocate |          |              |
| Amásia                            | Samessum | Ordu         |
| Amásia e Iozgate                  |          | Ordu e Sivas |
| Iozgate                           | Sivas    | Sivas        |

A província está subdividida nos seguintes distritos:
- Almus
- Artova
- Başçiftlik
- Erbaa
- Niksar
- Pazar
- Reşadiye
- Sulusaray
- Tocate
- Turhal
- Yeşilyurt
- Zile